# فلیمینگ رد
«فلیمینگ رد» (به انگلیسی: Flaming Red) آلبومی از هنرمند اهل ایالات متحده آمریکا پتی گریفین است که در  ۲۳ ژوئن ۱۹۹۸ منتشر شد.